# Giardini
Giardini (prema tal. giardini vrtovi), trg u centru Pule. Do sredine 19. stoljeća na tom su se području nalazili vrtovi po čemu je ovaj dio grada dobio naziv. Vrtovi su se nalazili neposredno istočno od gradskih zidina, a obrađivalo ih je gradsko stanovništvo koje je živjelo na području koje su okruživali gradski bedemi.
Nakon odabira Pule za glavnu austrijsku ratnu luku sredinom 19. stoljeća, započelo je širenje i ubrzani razvoj grada. U drugoj polovici 19. stoljeća na području ispod Kaštela uređena je parkovna površina. Sagrađene su staze, uređene gredice s cvijećem, zasijana trava, zasađena stabla. Površina je poslije prenamijenjena u tržnicu.
Početkom 20. stoljeća na Giardinima je posađeno stotinjak stabala ladonje (koprivića) u četiri reda, koja i dan-danas pružaju hlad pulskim stanovnicima i putnicima namjernicima. Na povijesnim fotografijama vide se posađena stabla s dobro razvijenom krošnjom i ravnim deblom koja su propisno uzgojena u nekom od tadašnjih rasadnika. Sve su sadnice bile istog habitusa. Neke od njih nisu odoljele zubu vremena, pa ih je danas ostalo osamdesetak, ali su ipak najvrjednija zelena oaza u srcu grada. Danas njihova visina doseže dvadesetak metara.
Na jugozapadnom kraju Giardina nalaze se dobro sačuvani ostaci gradskih zidina, a na njihovom sjevernom kraju nalaze se stube koje su s prostranog šetališta vodile prema zgradi Gradskog muzeja koji je porušen tijekom bombardiranja Pule u Drugom svjetskom ratu. Navedene stube koje se nalaze s južne strane Kina Valli (bivšeg kina Zagreb) bile su također komunikacija novog, proširenoga dijela grada sa starom jezgrom Kaštela. Giardinima je za vrijeme Austro-Ugarske prolazila tramvajska pruga koja je povezivala sjever i jug grada.
Uz cestu i duž šetališta bili su lampioni ulične rasvjete koji su davali romantični ugođaj. Na samom jugu Giardina, na Portarati, nalazi se rimski spomenik Slavoluk Sergijevaca, jedan od ciljeva pri turističkom razgledanju grada, koji je razlog velike pješačke frekvencije preko Giardina. U debelom hladu stabala ugostitelji su proširili svoje lokale tako da se tu može popiti napitak uživajući u šumu sitnih listića. 
Giardini su do danas ostali mjesto sastajanja i okupljanja u povodu raznih manifestacija i skupova. Već u prvoj polovici 20. stoljeća ovdje su održavane izložbe knjiga i prigodne prodaje. S tim se običajima nastavilo i poslije, pa se tu odvijaju projekcije filmova, koncerti i ostala društvena događanja. Tako je Korzo, kako se šetalište nazivalo nakon Drugog svjetskog rata, postao i ostao glavno društveno okupljalište. Na fotografiji s početka 20. stoljeća još se vidi zeleni pojas između drvoreda i gornje prometnice (Castropola), koji je bio jedini ostatak nekadašnjih vrtova. Taj je pojas znatno smanjen tijekom bombardiranja u Drugom svjetskom ratu. Nakon rata pronađeni su ostaci gradskih zidina, koje su poslije i obnovljene. Godine 1995. u arheološkim su iskapanjima oko Slavoluka Sergijevaca nestali i zadnji ostaci zelenila. Tako je srušena i prekrasna crnika posađena početkom 20. stoljeća, kao i slobodna živica od gorke naranče (Poncirus trifoliatus), jedina takve vrste u gradu. Danas Giardine od starih gradskih zidina Kaštela, osim kanala, odvaja i živica od vatrenog trna (Pyracantha coccinea).